# 江端友
江端友（1074年—1134年），字子我，陳留（今屬河南）人。江鄰幾之孫，北宋江西派詩人。
熙寧七年生（1074年），以父江懋柏荫当补官，端友讓給弟江端本。早年隱居不仕，宋欽宗靖康元年（1126年），吳敏薦為承務郎，賜進士出身，爲諸王府贊讀，因上書遭到貶斥，後任太常少卿。江端友对官场的黑暗感到氣憤，其作品如《牛酥行》能予以揭露，渡江後寓居桐庐鸬鹚源，躬耕蔬食。有“家訓”言：“既不自重，必為有識所輕。”著有《七里先生》，《自然斋集》等，多佚。